# CO2-kvote
En (fossil-)CO2-kvote er en ret til at udlede en afgrænset mængde fossil-CO2. Med kvoterne fastsættes en markedspris på udledningen af fossil-CO2. Muligheden for at handle kvoter på tværs af grænser, skal sikre, at reduktionerne sker der, hvor det økonomisk er mest hensigtsmæssigt.
Med henblik på at efterleve forpligtelserne i Kyoto-aftalen vedtog EU's medlemslande i 2005 at etablere et fælles handelssystem til handel med fossil-CO2-kvoter. Denne handel sker inden for rammerne af det europæiske system for handel med emissionsrettigheder. Systemet er benævnt The European Union Emissions Trading Scheme, forkortet ETS.
Hvis f.eks. en virksomhed gennemfører nogle tiltag, der nedsætter deres udledning, kan de opnå en CO2-kredit, som der ligeledes kan handles.

## Kvote-svindel
Kvot-handlen har været ramt af omfattende momssvindel. Det menes, at den tyske stat har tabt et beløb svarende til 6-8 mia. DKK. Næsten 180 mennesker er sigtet og Europol har skønnet, at der er stjålet for et beløb svarende til 38 mia. DKK.
I Danmark undersøger Rigsrevisionen sagen om momssvindel.
|